# Jonas Biliūnas

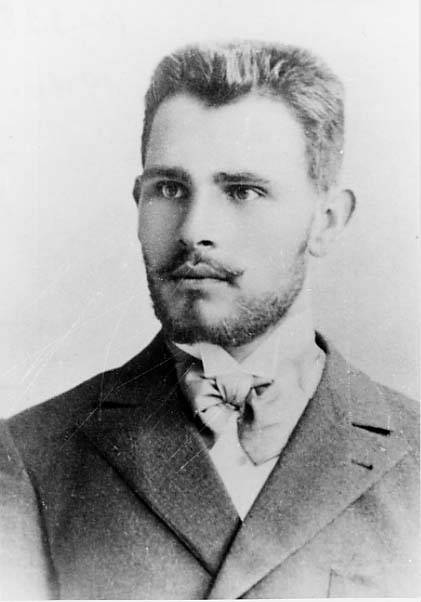
Jonas Biliūnas

Jonas Biliūnas (* 11. April 1879 in Niuronys bei Anykščiai; † 8. Dezember 1907 in Zakopane, Polen) war ein litauischer Schriftsteller und Dichter und ein Exponent der nationalen Erweckung im Litauen des späten 19. und frühen 20. Jahrhunderts.

## Leben
Biliūnas verbrachte seine Kindheit im Weiler Niuronys bei Anykščiai. Zwischen 1891 und 1899 besuchte er die Sekundarschule im lettischen Liepāja und schrieb sich 1900 für ein Medizinstudium an der Kaiserlichen Universität Dorpat ein. Zu diesem Zeitpunkt hatte er schon damit begonnen, für verschiedene sozialistische Publikationen zu schreiben. Dabei gebrauchte er verschiedene Pseudonyme, J. Anykštėnas, Jonas Gražys, J. Barzdyla, und weitere. Wegen seiner anti-zaristischen Tätigkeiten wurde er der Universität verwiesen und kehrte nach Litauen zurück, wo er sich bis 1903 in Šiauliai und Panevėžys aufhielt. Nach verschiedenen erfolglosen Versuchen, in Tartu wieder aufgenommen zu werden, reiste Biliūnas nach Leipzig, wo er sich an der Handelshochschule einschrieb. Etwa zu dieser Zeit begann Biliūnas sich für Literatur im Allgemeinen und das kreative Schreiben im Besonderen zu interessieren. Nach nur einem Semester an der Handelshochschule wechselte er an die Universität, wo er sich dem Studium der Literaturwissenschaft, besonders der Literaturtheorie widmete.
Bereits während seines Aufenthalts in Tartu hatten sich Anzeichen schlechter Gesundheit gezeigt. 1904 stellte sich heraus, dass er an Tuberkulose litt und diese Krankheit seine Gesundheit schon schwer angegriffen hatte. Nachdem er den Sommer in Litauen verbracht hatte, setzte er sein Studium im Herbst an der Universität Zürich fort. Im Jahr darauf hatte seine Erkrankung ein Stadium erreicht, das ihn zwang, sein Studium aufzugeben und ein Tuberkulose-Sanatorium im polnischen Zakopane aufzusuchen. Nach einem kurzen Besuch bei seiner Familie in Litauen im Sommer 1906 kehrte Biliūnas nach Zakopane zurück, wo er am 8. Dezember 1907 verstarb.

## Werk
Biliūnas' Œuvre wird allgemein in zwei bestimmte Abschnitte gegliedert, der erste reicht von 1900 bis 1903, der zweite von 1904 bis zu seinem Tod. Er schrieb hauptsächlich Kurzgeschichten, die oft autobiographische Elemente enthalten. So herrscht in seiner ersten Schaffensperiode ein realistischer Stil, verbunden mit einem starken gesellschaftlichen Bewusstsein, vor. Zwei Werke aus dieser Zeit sind Be darbo ('Arbeitslos'), und Pirmutinis streikas ('Erster Streik'). Eine politische Ideologie sozialistischer Art durchdringt diese Periode und erinnert an die des frühen Jack London und Theodore Dreiser.
Möglicherweise infolge seiner ihn schwächenden Krankheit, die zu jener Zeit unausweichlich tödlich verlief, durchlebte Biliūnas dann eine geistige Verwandlung. Seine politischen Tätigkeiten und Interessen wurden durch eine melancholische Abkehr vom Realismus abgelöst. Dies machte sich in den Schriften seiner zweiten Periode bemerkbar. Brisiaus galas ('Das Ende von Brisius') ist eine tränenrührende Erzählung über das Schicksal eines Familienhundes, wobei sich die Gedanken des Hundes mit denen seines Besitzers überlagern. Ant Uetlibergo giedra ('Schönes Wetter auf dem Uetliberg') ist beinahe ein Reisebericht seiner Sicht auf die Schweizer Alpen. Liūdna pasaka ('Ein trauriges Märchen') ist sein längstes Werk, ein psychologisches Drama, das den Aufstand von 1863 zum Thema hat. Die Zentralfigur der Handlung, eine Frau, wird als Folge des Aufstands in den Ruin getrieben, ihre Geschichte wird auf psychologische Weise betrachtet.
| Personendaten    | Personendaten                          |
| ---------------- | -------------------------------------- |
| NAME             | Biliūnas, Jonas                        |
| KURZBESCHREIBUNG | litauischer Schriftsteller und Dichter |
| GEBURTSDATUM     | 11. April 1879                         |
| GEBURTSORT       | Niuronys bei Anykšciai, Litauen        |
| STERBEDATUM      | 8. Dezember 1907                       |
| STERBEORT        | Zakopane, Polen                        |